# Молино-Моци-Битарели (Виченца)
Молино-Моци-Битарели је насеље у Италији у округу Виченца, региону Венето.
Према процени из 2011. у насељу је живело 1086 становника. Насеље се налази на надморској висини од 320 м.